# Jennifer Meadows
Jennifer Brenda „Jenny” Meadows  (Wigan, 1981. április 17. –) brit atlétanő, futó.
Részt vett a pekingi olimpiai játékokon, ám nem jutott be a döntőbe nyolcszáz méteren. A 2009-es berlini világbajnokságon egyéni legjobbját megfutva lett bronzérmes a dél-afrikai Caster Semenya, valamint a kenyai Janeth Jepkosgei mögött.

## Egyéni legjobbjai
Szabadtér
- 400 méter - 52,67
- 800 méter - 1:57,93
- 1000 méter - 2:39,84
- 1500 méter - 4:19,36

Fedett pálya
- 200 méter - 24,65
- 400 méter - 52,74
- 800 méter - 1:59,52
- 1000 méter - 2:46,82